# ブリッジ接続
ブリッジ接続とは、もともと異なるネットワークセグメント同士をソフトウェア処理またはハードウェアブリッジ装置によって接続することにより、同一のセグメントとして結合する手法である。イーサネットセグメント同士を結合するための方法として、いくつかのオペレーティングシステム (OS) や通信ソフトウェアなどに搭載されている。

## 概要
イーサネットブリッジをソフトウェアによって実現するとき、ブリッジの対象となる2個以上のイーサネットセグメントに対して接続されたLANカードの集合に対してブリッジ接続ソフトウェアを動作するように設定することにより、それらのイーサネットセグメントは1つのセグメントとして結合される。その結果、あるセグメント内のノードは、別のセグメント内のノードと通信することができるようになる。このような処理をソフトウェアによって提供する場合の機能や手法の名称がブリッジ接続である。

### 一般的な特徴
ブリッジ接続の機能としては、以下のような特徴がある。
- ブリッジ対象となるLANカードをユーザー（管理者）が追加／削除することができる。
- スパニングツリープロトコルを動作させることができる。
- 物理的なLANカードのみでなく、仮想的なLANカードについてもブリッジ接続の対象とすることができる。

### 利用例
ブリッジ接続は、以下のような場合に利用することができる。
- 異なる種類のメディア同士の接続（有線LANと無線LANなど）を行うことが可能である。
- VPNにおける利用。仮想的なイーサネットセグメントが仮想ハブ内に存在する場合、物理的なEthernetセグメントとその仮想的なEthernetセグメントとの間でブリッジ接続を行うことにより、リモートアクセス型や拠点間接続型のレイヤ2のVPNを構築することができる。
- VMにおける利用。VMの提供する仮想ハブは、そのままではソフトウェア的にホストOS内で完結しており、物理的なネットワークと干渉しない。VMの仮想LANカードを物理的なネットワークに参加させるために、ブリッジ接続を用いることができる。

## 実装例
ブリッジ接続は、以下のようなシステムソフトウェアで実装されており、利用可能である。
Windows XP以降のWindows
OSによってLANカードとして認識されるデバイスであれば、2個以上を選択することによって、ブリッジ接続を行うことができる。GUIで設定する。
Linux
brctlコマンドによって設定することができる。CUIで設定する。
Cisco IOS
インターフェイス間のブリッジ接続がサポートされており、スパニングツリープロトコルなどのインテリジェントな処理も可能である。CUIで設定する。
PacketiX VPN
仮想ハブと物理的なLANカードとの間でブリッジ接続を設定できる。OSの持つブリッジ接続機能を利用せずにブリッジ接続を実現できる。リモートアクセス型や拠点間接続型のレイヤ2のVPNを構築する際に利用する。
VMware
仮想ハブと物理的なLANカードとの間でブリッジ接続を設定できる。OSの持つブリッジ接続機能を利用せずにブリッジ接続を実現できる。VM内のゲストOSを既存の物理的なネットワークに参加させ通信可能とするために利用できる。